# Phrurolithus splendidus
Phrurolithus splendidus là một loài nhện trong họ Phrurolithidae.
Loài này thuộc chi Phrurolithus. Phrurolithus splendidus được miêu tả năm 1992 bởi Da-xiang Song & Zheng.